# Davy (Virginia Occidentale)
Davy è un comune degli Stati Uniti d'America, situato nello Stato della Virginia Occidentale, nella contea di McDowell.